# Adnaviria
Adnaviria es un dominio de virus de ADN que se caracterizan por codificar una proteína homóloga dímera para la formación de la cápside llamada SIRV2, ADN en forma de A y morfología filamentosa. Los virus de este dominio son virus de ADN bicatenario que infectan arqueas y forman una pieza importante de la enigmatica virosfera arqueal. Esta relación se reconoció por primera vez en 2020 siendo propuesta en 2021 y aprobada por el ICTV para la actualización de dicho año.
Los primeros representantes del dominio fueron descubiertos en 1983 en arqueas de Thermoproteia, habitantes de aguas termales ácidofilas.

## Taxonomía
La taxonomía propuesta por el Comité Internacional de Taxonomía de Virus es la siguiente:
- Dominio Adnaviria
  - Reino Zilligvirae
    - Familia Tristromaviridae
    - Familia Ahmunviridae
    - Orden Ligamenvirales
      - Familia Rudiviridae
      - Familia Lipothrixviridae
      - Familia Chiyouviridae
      - Familia Ungulaviridae

## Historia
Wolfram Zillig y sus colegas comenzaron a descubrir virus de Adnaviria en la década de 1980. Para descubrir estos virus, Zillig desarrolló los métodos utilizados para cultivar sus huéspedes. Los primeros de estos que se describieron fueron TTV1, TTV2 y TTV3 en 1983. El TTV1 se clasificó como el primer lipotrixvirus, pero ahora se clasifica como un tristromavirus. Un rudivirus, se convirtió en un modelo para estudiar las interacciones virus-huésped después de su descubrimiento en 1998. En 2012 tras detectarse similitudes estrucuturales y el pliegue SIRV2 entre las familias Lipothrixviridae y Rudiviridae, estas se juntaron formando el orden Ligamenvirales. En 2020 la microscopía electrónica criogénica mostraría más tarde que los MCP de los tristromavirus contenían el pliegue SIRV2 como los Liganmevirales, lo que llevó al establecimiento de Adnaviria en 2021.

## Características
Los virus de Adnaviria tienen genomas lineales de ADN bicatenario que varían de aproximadamente 16 a 56 kilopares de bases de longitud. Los extremos de sus genomas contienen repeticiones terminales invertidas que van desde 1365 bp a 2032 bp y se prevé que codifique 39 proteínas, la mayoría de las cuales no muestran similitudes con secuencias en las bases de datos públicos. El ADN es en forma de A, también llamado ADN-A. Este tipo de ADN es común en formas de vida que habitan en ambientes extremos, como ambientes ácidos o de alta temperatura como aguas termales, y se cree que es una adaptación para permitir que el ADN sobreviva en estos ambientes. La creación de ADN-A genómico es causada por una interacción con los dímeros de la proteína de la cápside principal (MCP), que durante el ensamblaje del virión, cubren el ADN-B pregenómico para formar un complejo de nucleoproteína helicoidal que contiene ADN-A genómico.
La proteína homóloga de Adnaviria llamada SIRV2 es una proteína dímera que adopta un pliegue de haz de cuatro hélices que está estabilizado por un núcleo hidrófobo extenso, con hélices que varían de 11 a 19 aminoácidos de longitud. La hélice de nucleoproteínas está compuesta por unidades asimétricas de dos MCP. Para los rudivirus, este es un homodímero, mientras que para los lipotrixvirus y los tristromavirus, es un heterodímero de los MCP parálogos. Existen variaciones en la estructura de la proteína, pero la misma estructura de base se retiene en todos los virus de Adnaviria. Se ha sugerido una alta proporción de genes virales que codifican proteínas de unión al ADN con motivos de unión al ADN de cinta-hélice-hélice (RHH).
Los viriones son filamentosos, largos, delgados y cilíndricos. Algunos contienen una capa de proteínas adicionales entre la hélice de nucleoproteína y la envoltura vírica. Los lipotrixvirus tienen viriones flexibles de aproximadamente 900 nanómetros (nm) de longitud y 24 nm de ancho en los que la hélice de nucleoproteína está rodeada por una envoltura vírica. Los tristromavirus, de aproximadamente 400 por 32 nm, también tienen viriones flexibles con una envoltura vírica y contienen una capa de vaina proteica adicional entre el complejo de nucleoproteínas y la envoltura vírica. Los rudivirus tienen viriones rígidos en forma de varilla de aproximadamente 600 a 900 por 23 nm, sin envoltura vírica. En ambos extremos del virión, los lipotrixvirus tienen estructuras en forma de garra conectadas a un collar, mientras que los rudivirus y los tristromavirus tienen tapones en cada extremo de los que emanan haces de filamentos delgados. Estas estructuras parecen estar involucradas en la adsorción sobre la superficie de la célula huésped.
La replicación viral de todos los miembros se produce en el citoplasma. La entrada en la célula huésped se logra mediante adsorción en la célula huésped. Tras la replicación los viriones se liberan por lisis. Las rutas de transmisión son por difusión pasiva. Los patrones de transcripción de estos virus son relativamente simples, con pocas diferencias de expresión temporal. En contraste, se predijo que al menos el 10% de sus genes tenían diferentes motivos de unión al ADN en las proteínas que codifican y se les asignó como supuestos reguladores transcripcionales.

## Origen y evolución

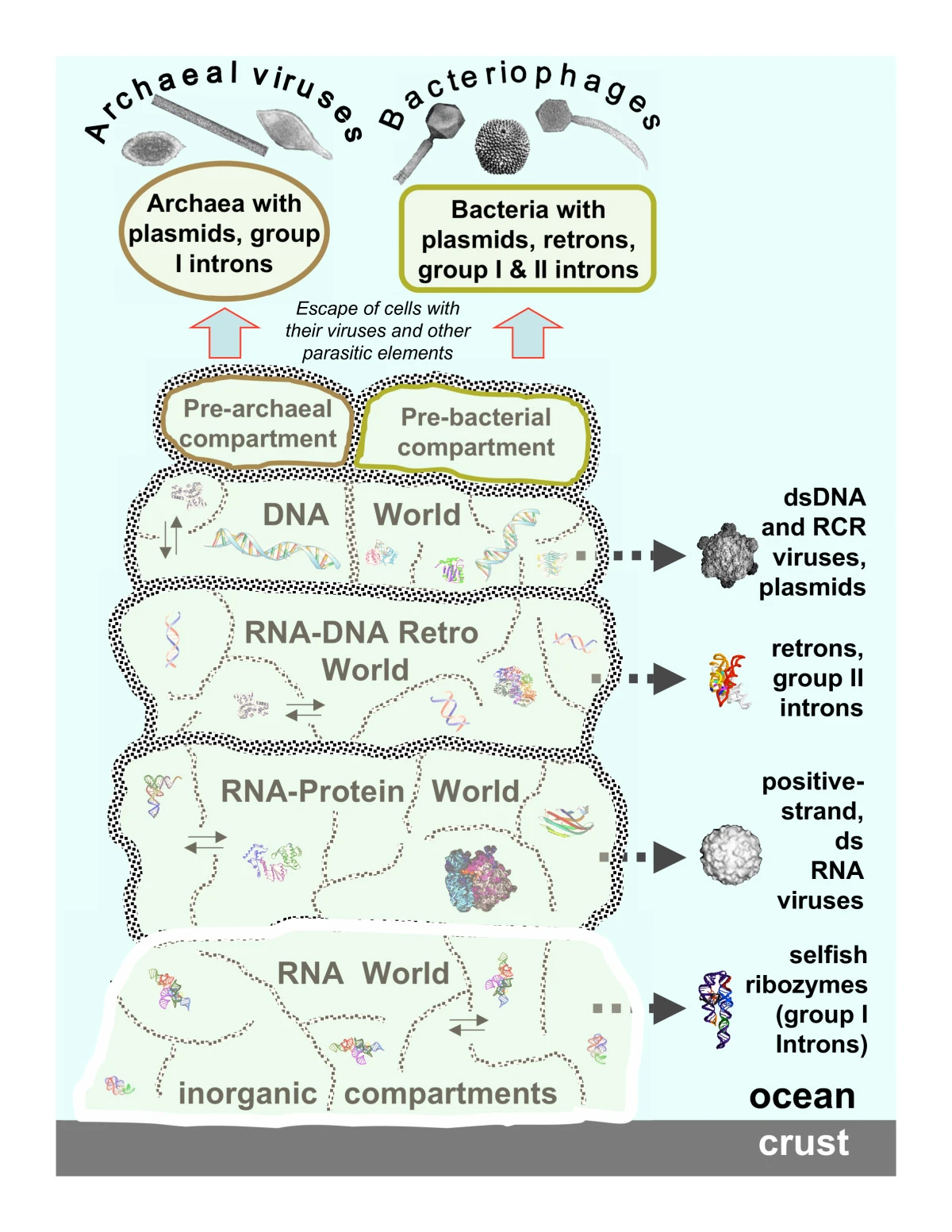
Un escenario general para el origen de los virus. Los virus de ADN se originan en la etapa final del mundo de ARN descrita como mundo de ADN.

Se ha sugerido que los virus de este dominio se originaron antes que el último antepasado común universal en protobiontes durante la etapa final del mundo de ARN conocida como "mundo de ADN". La fusión de un replicón con la ADN polimerasa, la SIRV2 y proteínas de dominio hélice-hélice, METT26, SER2, ILE26 y ARG128 llevó a la formación de los viriones de Adnaviria. Adnaviria es hasta ahora el único dominio viral que no tiene descendientes en los eucariotas y también es una de las pocas agrupaciones de alto nivel en virus de ADN de arqueas que son muy difíciles de relacionar con otros virus u los organismos celulares debido a la falta de proteínas y genes homólogos, por lo que una parte importante del viroma de las arqueas se encuentra desconectada de la virosfera evolutivamente y se cree que estos virus únicos de arqueas pueden ser descendientes de linajes de virus de ADN extintos que solo lograron prosperar en las arqueas, pero que no lograron colonizar otros dominios. Se ha planteado la posibilidad de que la enigmatica virosfera arqueal evoluciono mediante la recombinación genética entre elementos genéticos móviles no virales y virus. Sin embargo, el escenario no es compatible para los virus de Adnaviria, ya que no mostraron relación con los elementos genéticos móviles no virales.